# نقشه‌ای‌سانان
نقشه‌ای‌سانان (انگلیسی: Rhizocarpales) راسته‌ای از قارچ‌های گلسنگ‌ساز در رده قارچ‌های لبه‌دار هستند. راسته نقشه‌ای‌سانان دو خانواده دارد.